# اتو فون بلو
اتو فون بلو (انگلیسی: Otto von Below؛ زاده ۱۸ ژانویهٔ ۱۸۵۷ درگذشته ۱۵ مارس ۱۹۴۴) یک فرد نظامی اهل آلمان بود.